# Visp
Visp (Viège en francès) és una ciutat del cantó suís del Valais, cap del districte de Visp. D'aquesta localitat és originari Thomas Burgener, conseller d'estat, i Joseph Blatter, dirigent esportiu de futbol.